# Xian Emmers
Xian Emmers, né le 20 juillet 1999 à Lugano en Suisse, est un footballeur belge qui joue au poste de milieu de terrain au Rising de Phoenix.

## Biographie

### En club
Xian Emmers passe notamment par les jeunes du KRC Genk avant de rejoindre l'Inter Milan en 2015, où il poursuit sa formation. Plusieurs clubs belges étaient intéressés par le joueur mais le club italien, qui l'a observé à plusieurs reprises parvient à convaincre le jeune milieu de terrain, qui joue alors pour les U16 de Genk. Il commence toutefois sa carrière à l'US Cremonese, en Serie B, où il est prêté le 24 août 2018 pour une saison. Il joue son premier match en professionnel le 31 août 2018, lors d'une rencontre de championnat face à l'US Palerme. Il est titularisé et les deux équipes se neutralisent ce jour-là (2-2 score final).
Le 8 août 2020, Emmers est prêté à Almere City, aux Pays-Bas.
Le 11 août 2021, Emmers quitte définitivement l'Inter Milan afin de rejoindre un autre club néerlandais, le Roda JC. Il joue son premier match pour Roda JC le 13 août 2021, lors d'une rencontre de championnat contre l'Excelsior Rotterdam. Il entre en jeu à la place de Denzel Jubitana et son équipe s'incline par deux buts à un.
Le 5 septembre 2022, Xian Emmers rejoint la Roumanie pour s'engager en faveur du Rapid Bucarest,.
Le 6 avril 2025, il rejoint les États-Unis et le Rising de Phoenix.

### En sélections nationales
Xian Emmers représente l'équipe de Belgique des moins de 17 ans. Avec cette sélection il est retenu pour participer au championnat d'Europe des moins de 17 ans en 2016. Lors de ce tournoi organisé en Azerbaïdjan il est titulaire et joue les quatre matchs de son équipe. Il se fait notamment remarquer lors du premier match de groupe contre l'Écosse en délivrant deux passes décisives, permettant à son équipe de l'emporter (2-0 score final). Les Belges se hissent jusqu'en quarts de finale, où ils sont battus par l'Allemagne (1-0).
Avec les moins de 19 ans, Emmers joue un total de sept matchs, tous en 2017.

## Vie privée
Xian Emmers est le fils de Marc Emmers, ancien footballeur international belge.